# Романько, Олег Валентинович
Оле́г Валенти́нович Романько́ (род. 20 марта 1976, Евпатория, Крымская область, УССР, СССР) — украинский и российский историк, специалист по проблеме коллаборационизма в годы Второй мировой войны, военно-политической истории Второй мировой войны, межнациональным отношениям в XX веке и советской истории. Доктор исторических наук (2010), профессор. Заслуженный деятель науки и техники Республики Крым (2018).
Член редакционных коллегий журналов «Military Крым» (Симферополь), «Наука. Общество. Оборона» (Москва), «Военно-исторический архив» (Москва), «Историческое наследие Крыма» (Симферополь), «Мусульманский мир» (Казань), «Таврические студии» (Симферополь), «МедиаVектор» (Симферополь) и «Учёные записки Крымского федерального университета им. В. И. Вернадского. Исторические науки» (Симферополь).
Член специализированного совета по защитам кандидатских и докторских диссертаций при Крымском федеральном университете имени В. И. Вернадского по специальностям «Всеобщая история», «Археология» (с 2016).

## Биография

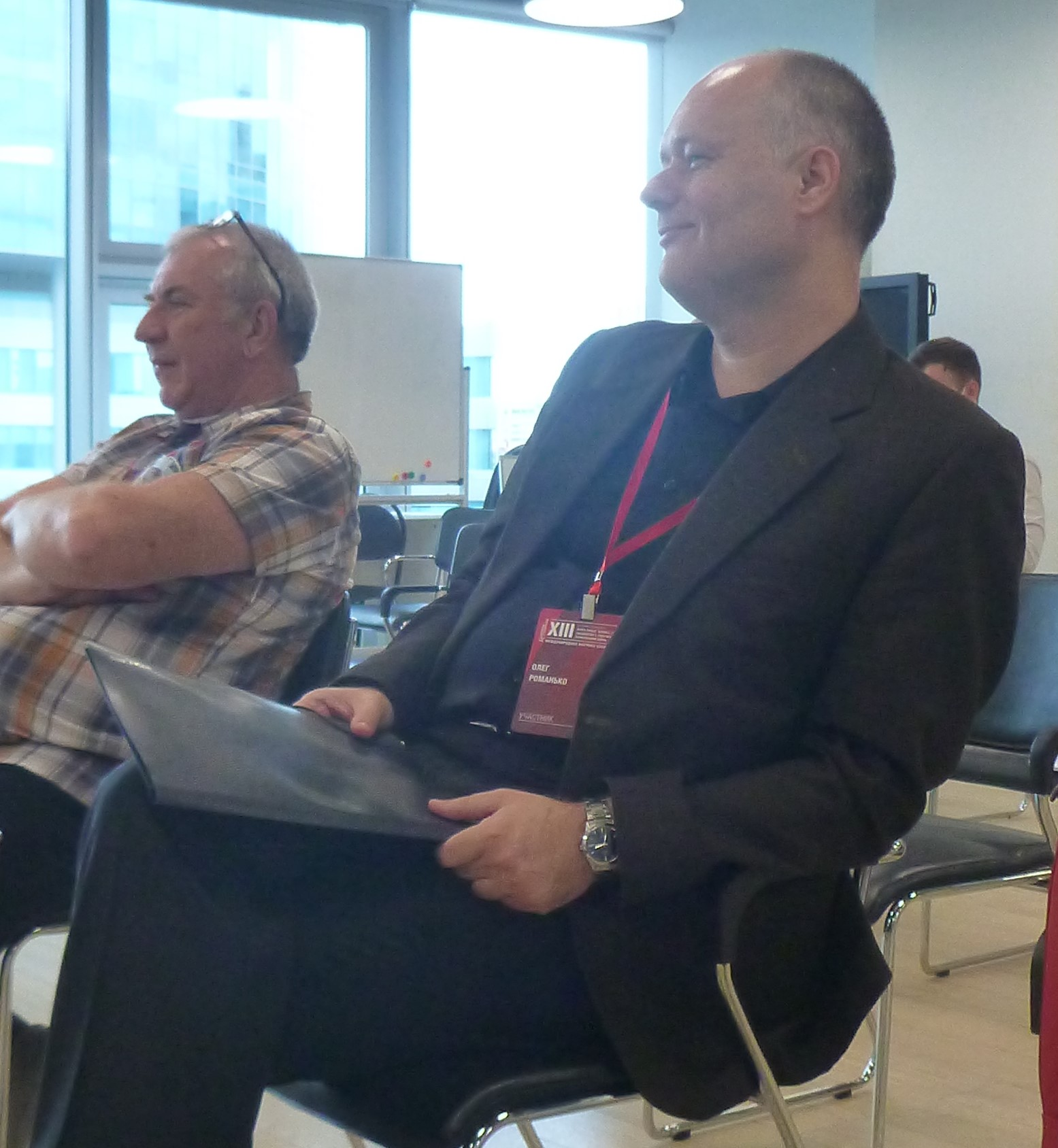
Олег Романько в Ельцин-центре, 23 июня 2021 года на XIII Международной научной конференции «История сталинизма»

С 1993 по 1998 год обучался на историческом факультете Симферопольского государственного университета им. М. В. Фрунзе (кафедра российской истории).
С 1998 по 2001 год находился в очной аспирантуре при кафедре Новой и новейшей истории Таврического национального университета им. В. И. Вернадского.
В 2002 году в Харьковском национальном университете им. В. Н. Каразина под научным руководством кандидата исторических наук, доцента С. С. Щевелева защитил диссертацию на соискание учёной степени кандидата исторических наук по теме «Мусульманские формирования в германских вооружённых силах (1941—1945)» (специальность 07.00.02 — всеобщая история). Официальные оппоненты — доктор исторических наук, профессор А. А. Чувпило и кандидат исторических наук, доцент С. В. Потрашков. Ведущая организация — Киевский национальный университет имени Тараса Шевченко.
С 2002 по 2010 год — преподаватель (с 2006 — и. о. доцента) кафедры украиноведения Крымского государственного медицинского университета им. С. И. Георгиевского.
В 2009 году присвоено учёное звание доцента.
С 2009 по 2010 год — доцент кафедры украиноведения Крымского государственного медицинского университета им. С. И. Георгиевского.
В 2010 году защитил в Харьковском национальном университете им. В. Н. Каразина диссертацию на соискание учёной степени доктора исторических наук по теме «Белорусский военный коллаборационизм в период Второй мировой войны (1941—1945)».
С 2010 по 2014 год — заведующий кафедрой философии и социальных наук, и. о. профессора Крымского государственного медицинского университета им. С. И. Георгиевского.
В 2014 году присвоено учёное звание профессора.
С 2014 по 2015 год — профессор кафедры культурологии, философии, социально-гуманитарных наук Крымского государственного медицинского университета им. С. И. Георгиевского.
С февраля по август 2015 года — профессор кафедры культурологии, философии, социально-гуманитарных наук Крымского федерального университета им. В. И. Вернадского.
С сентября 2015 года — профессор кафедры истории России Крымского федерального университета им. В. И. Вернадского.
Проходил стажировку в высших учебных заведениях и научно-исследовательских институтах Германии (2004, 2007, 2010, 2013, 2014), Нидерландов (2008), Польши (2009, 2011), России (2007).
Автор 15 монографий и более 200 статей по вопросам военно-политической истории Второй мировой войны, опубликованных на русском, украинском и английском языках.
В настоящее время живёт в Симферополе.
Действительный член Международной ассоциации гуманитариев — Нью-Йорк (с 2009 г.), Ассоциации славистических, восточноевропейских и евразийских исследований — Питтсбург (2012—2013 гг.), Академии военно-исторических наук — Санкт-Петербург (2014—2018 гг.) и Российского исторического общества — Москва (с 2014 г.).

## Научные труды

### Монографии
на русском языке
1. Романько О. В. Мусульманские легионы Третьего рейха. Мусульманские добровольческие формирования в германских вооружённых силах (1939—1945). — Симферополь: Таврия-Плюс, 2000. — 92 с.
2. Романько О. В. Мусульманские легионы во Второй мировой войне. — М.: АСТ, 2004. — 320 с. — 5000 экз. — ISBN 5-17-019816-7.[12]
3. Романько О. В. Крым, 1941—1944 гг. Оккупация и коллаборационизм: Сб. статей и материалов. — Симферополь: Магистр, 2004. — 137 с.
4. Романько О. В. Крым. 1941—1944 гг. Оккупация и коллаборационизм: Сб. статей и материалов. — Изд. 2-е (перераб. и дополн.). — Симферополь: Антиква, 2005. — 204 с.
5. Романько О. В. Советский легион Гитлера. Граждане СССР в рядах вермахта и СС. — М.: Эксмо; Яуза, 2006. — 640 с.
6. Романько О. В. Коричневые тени в Полесье. Белоруссия 1941—1945. — М.: Вече, 2008. — 448 с. — 5000 экз. — ISBN 978-5-9533-1909-6.
7. Романько О. В. Легион под знаком Погони. Белорусские коллаборационистские формирования в силовых структурах нацистской Германии (1941—1945). — Симферополь: Антиква, 2008. — 304 с.
8. Романько О. В. Немецкая оккупационная политика на территории Крыма и национальный вопрос (1941—1944). — Симферополь: Антиква, 2009. — 272 с.
9. Дробязко С. И., Романько О. В., Семёнов К. К. Иностранные формирования Третьего рейха / Под ред. К. К. Семёнова. — М.: АСТ; Астрель, 2009. — 848 с.
10. Романько О. В. Крым под пятой Гитлера. Немецкая оккупационная политика в Крыму 1941—1944 гг. — М.: Вече, 2011. — 448 с. — 3000 экз. — ISBN 978-5-9533-4510-1.
11. Дробязко С. И., Романько О. В., Семёнов К. К. Иностранные формирования Третьего рейха. Иностранцы на службе нацизма: история европейского коллаборационизма. — М.: АСТ; Астрель; Харвест, 2011. — 832 с.
12. Романько О. В. За фюрера и поглавника. Вооружённые силы Независимого государства Хорватия (1941—1945). — Симферополь, 2006 (рукопись)
13. Романько О. В. Белорусские коллаборационисты. Сотрудничество с оккупантами на территории Белоруссии. 1941—1945. — М.: Центрполиграф, 2013. — 496 с. — 2500 экз. — ISBN 978-5-227-04481-5.
14. Романько О. В. Крым в период немецкой оккупации. Национальные отношения, коллаборационизм и партизанское движение. 1941—1944. — М.: Центрполиграф, 2014. — 440 с. — 2500 экз. — ISBN 978-5-227-05388-6.
15. Исаев А. В., Глухарёв Н. Н., Романько О. В., Хазанов Д. Б. Битва за Крым. 1941—1944 гг. — М.: Эксмо; Яуза, 2016. — 896 с.
16. Романько О. В., Бутовский А. Ю., Ткаченко С. Н. «Ахтунг партизанен». Антипартизанская борьба на Крымском полуострове 1941—1944 гг. — М.: Вече, 2021. — 560 с. — 500 экз. — ISBN 978-5-4484-2588-2.
17. Исаев А. В., Глухарев Н. Н., Романько О. В., Ткаченко С. Н., Хазанов Д. Б. Битва за Крым, 1941—1944 гг. — 2-е изд., исправленное и дополненное. — М.: Яуза; Эксмо, 2021. — 896 с. — 2000 экз. — ISBN 978-5-04-121991-8.
18. Романько О. В. Оккупация Белоруссии и коллаборационизм. 1941—1944. — М.: Вече, 2022. — 480 с. — 800 экз. — ISBN 978-5-4484-3568-3.

на других языках
1. Romanko, Oleg V., Munoz, Antonio J., Bamber, Martin J. The East Came West: Muslim, Hindu, and Buddhist Volunteers in the German Armed Forces, 1941—1945. — New York: Axis Europa, 2002. — 332 p.
2. Romanko, Oleg V., Munoz, Antonio J. Hitler’s White Russians: Collaboration, Extermination and Anti-Partisan Warfare in Byelorussia, 1941—1944. — New York: Europa Books, 2003. — 512 p.

### Статьи
- Романько О. В. К вопросу о Русской освободительной армии и судьбе В. И. Мальцева // Культура народов Причерноморья. — Симферополь, 1997. — № 1. — С. 132—135.
- Романько О. В. Добровольческие формирования из граждан СССР в германской армии на территории Крыма (1941—1944). Этапы создания и деятельности // Культура народов Причерноморья. — Симферополь, 1998. — № 5. — С. 286—290.
- Романько О. В. «Мусульманские формирования» из граждан СССР в германской армии (1941—1945) // Культура народов Причерноморья. — Симферополь, 1999. — № 6. — С. 203—210.
- Романько О. В. «Добровольческие формирования» из балканских мусульман в армиях государств «Оси» (1939—1945) // Учёные записки Таврического национального университета. — Симферополь, 1999. — № 51. — Т. 2. — С. 106—112.
- Романько О. В. Арабы в германских вооружённых силах (1941—1943): политический и военный аспекты вопроса // Культура народов Причерноморья. — Симферополь, 1999. — № 8. — С. 87—93.
- Романько О. В. Основные этапы и принципы использования коллаборационистов в немецкой оккупационной политике на территории СССР (1941—1944) // Учёные записки Таврического национального университета. — Симферополь, 2001. — Т. 14 (53). — № 1: История. — С. 58—67.
- Романько О. В. Формирования Русской освободительной армии на территории Крыма (1943—1944). К вопросу об организации и использовании // Голокост і сучасність. — К., 2003 — № 2 (8). — С. 13—14; № 3 (9). — С. 6—7.
- Романько О. В. Мусульманские формирования в вермахте и войсках СС (1941—1945). К вопросу о военно-политическом статусе иностранных добровольцев в германских вооружённых силах // Культура народов Причерноморья. — Симферополь, 2003. — № 38. — С. 82—87.
- Романько О. В. Белорусская краевая оборона (февраль — июнь 1944 г.). К вопросу о некоторых аспектах немецкой оккупационной политики на территории СССР // Культура народов Причерноморья. — Симферополь, 2003. — № 39. — С. 85—92.
- Романько О. В. Газета «Голос Крыма» как источник по изучению немецкой оккупационной политики на советских территориях // Культура народов Причерноморья. — Симферополь, 2003. — № 43. — С. 199—202.
- Романько О. В. Освободительное движение народов России и украинский вопрос в период Второй мировой войны // Друга світова війна і доля народів України: Матеріали Всеукраїнської наукової конференції. — К.: Сфера, 2005. — С. 111—118.
- Романько О. В. Підрозділи східних легіонів у німецьких збройних силах (1941—1945 рр.) // Український історичний журнал. — К., 2005. — № 3. — С. 50—61.
- Романько О. В. Русское освободительное движение и «еврейский вопрос» в годы Второй мировой войны // Проблеми історії Голокосту: Науковий журнал. — Дніпропетровськ: Пороги, 2006. — № 3. — С. 109—129.
- Романько О. В. Крымско-татарская эмиграция в годы Второй мировой войны и её сотрудничество с военно-политическим руководством Третьего рейха // Друга світова війна і доля народів України: Матеріали 2-ї Всеукраїнської наукової конференції, м. Київ, 30—31 жовтня 2006 р. — К.: Зовнішторгвидав, 2007. — С. 97—109.
- Романько О. В. 30-я гренадёрская дивизия войск СС (к истории иностранных формирований в составе германских вооружённых сил) // Сторінки воєнної історії України: Збірник наукових статей. — К.: Інститут історії України НАН України, 2007. — Вип. 11. — С. 310—319.
- Романько О. В. Политический статус советских республик и его эволюция в планах нацистского руководства (1933—1941) // Культура народов Причерноморья. — Симферополь, 2007. — № 116. — С. 63—67.
- Романько О. В. Рецензія. Гогун О. С. Сталінські командос. Українські партизанські формування. Маловивчені сторінки історії. 1941—1944. — Москва: Центрполіграф, 2008. — 477 с. // Український історичний журнал. — К., 2009. — № 5. — С. 226—228.
- Романько О. В. Радянські партизани і кримськотатарське населення в період німецької окупації Криму (1941—1944) // Гуманітарний журнал. — Дніпропетровськ, 2011, — № 3—4. — С. 188—196.
- Романько О. В. Кримськотатарський національний рух і його політичні взаємини з Німеччиною в період Другої світової війни // Мандрівець. — Тернопіль, 2011. — № 4. — С. 34—41.
- Романько О. В. Организации крымскотатарского национального движения на территории Германии (1941—1945): к вопросу о создании и деятельности // Таврійські студії. — Сімферополь, 2011. — № 1. — С. 35—41.
- Романько О. В. Новое исследование о крымских партизанах: коллективный портрет на фоне мифов и некомпетентности // Гуманітарний журнал. — Дніпропетровськ, 2012. — № 4. — С. 143—152.
- Романько О. В. Історіографія проблеми співпраці радянських громадян з військово-політичними структурами Німеччини в період Другої світової війни (на прикладі білоруських колабораціоністських формувань) // Наукові праці історичного факультету Запорізького національного університету. — Запоріжжя, 2012. — Вип. XXXIV. — С. 315—322.
- Романько О. В. Коллаборационизм как исследовательская проблема // The Bridge — Мост (thebridge-moct.org). — 2014. — Issue 1 (13). — Volume 3 (электронный журнал).
- Романько О. В. Крымские партизаны без ретуши, или Может ли научная форма сделать научным содержание // Учёные записки Таврического национального университета им. В. И. Вернадского. — Симферополь, 2014. — Т. 27 (66). — № 3. — Серия «Исторические науки». — С. 76—87.
- Романько О. В. Крымско-татарское национальное движение: между Сталиным и Гитлером // Советские нации и национальная политика в 1920—1950-е годы. Материалы VI международной научной конференции. Киев, 10—12 октября 2013 г. — М.: РОССПЭН, 2014. — С. 520—527.
- Романько О. В. Нацистская пропаганда в оккупированном Крыму (1942—1944): органы и формы деятельности // Учёные записки Петрозаводского государственного университета. Общественные и гуманитарные науки. — 2015. — № 5. — С. 11—16.
- Романько О. В. По стопам Наполеона Бонапарта… против коммунистов // Вестник Санкт-Петербургского университета. Серия 2. История. — 2016. — № 1. — С. 130—136.
- Романько О. В. Националистические партизанские движения в Юго-Восточной и Восточной Европе (1939—1945): от противостояния оккупантам к гражданской войне // Труды кафедры истории нового и новейшего времени. Институт истории. Санкт-Петербургский государственный университет. — 2016. — № 16. — С. 111—129.
- Романько О. В. Добровольческие формирования из представителей европейских народов в вооружённых силах нацистской Германии. К вопросу о современной российской историографии // Труды кафедры истории нового и новейшего времени. Институт истории. Санкт-Петербургский государственный университет. — 2016. — № 16 (2). — С. 180—189.
- А. И. Деникин. Генерал Власов и «власовцы». Публ. А. С. Пученкова, О. В. Романько, С. В. Машкевича // Новейшая история России. — 2017. — № 2(19). — С. 228—255.
- Романько О. В. Как короли стали пешками (Рецензия на кн.: Cloutier, P. Three Kings: Axis Royal Armies on the Russian Front 1941 [Text] / P. Cloutier. — Charleston, SC: Createspace Independing Publishing Platform, 2015. — 160 p.)  // Вестник Волгоградского государственного университета. Серия 4: История. Регионоведение. Международные отношения. — 2018. — № 1(23). — С. 190—194.
- Романько О. В. Нацистская оккупационная политика на территории Крыма (1941—1944): историография проблемы  // Учёные записки Крымского федерального университета имени В. И. Вернадского. Исторические науки. — 2018. — Т. 4(70). — № 4. — С. 140—148.
- Романько О. В. Военный коллаборационизм и нацистская печатная пропаганда на территории Крыма в 1941—1944 гг. (по материалам газеты «Голос Крыма») // Вестник Волгоградского государственного университета. Серия 4: История. Регионоведение. Международные отношения. — 2019. — № 1(24). — С. 130—139.
- Романько О. В. История Крыма как «трудное прошлое»: мемориальные конфликты и дискуссии постсоветского периода // Ученые записки Крымского федерального университета им. В. И. Вернадского. Исторические науки. — 2024. — Т. 10(76). — № 4. — С. 124—136.